# Tony Sylva
Tony Sylva   (Guédiawaye, 17 de maig de 1975) és un exfutbolista senegalès de la dècada de 2000.
Fou internacional amb la selecció de futbol del Senegal amb la qual participà en la Copa del Món de futbol de 2002.
Pel que fa a clubs, destacà a AS Monaco i Lille OSC.